# Lunca, Rahău
Lunca (în ucraineană Луг, Luh) este o comună în raionul Rahău, regiunea Transcarpatia, Ucraina, formată numai din satul de reședință.

## Demografie
Componența lingvistică a comunei Lunca
     Ucraineană (98,59%)
     Alte limbi (1,26%)
Conform recensământului din 2001, majoritatea populației comunei Lunca era vorbitoare de ucraineană (98,59%), existând în minoritate și vorbitori de alte limbi.